# Росляково (Вологодская область)
Росляково — деревня в Белозерском районе Вологодской области.
Входит в состав Глушковского сельского поселения, с точки зрения административно-территориального деления — в Глушковский сельсовет.
Расположена на трассе Р6. Расстояние по автодороге до районного центра Белозерска составляет 5 км, до центра муниципального образования деревни Глушково — 2 км. Ближайшие населённые пункты — Верегонец, Глушково, Панкратовка.
Население по данным переписи 2002 года — 30 человек (15 мужчин, 15 женщин). Преобладающая национальность — русские (97 %).